# Torfi Bryngeirsson
Torfi Bryngeirsson (Islandia, 11 de noviembre de 1926-15 de julio de 1995) fue un atleta islandés especializado en la prueba de salto de longitud, en la que consiguió ser campeón europeo en 1950.

## Biografía
Torfi Bryngeirsson fue un atleta islandés. Compitió tanto en salto de longitud como en salto de pértiga. Falleció en su Islandia natal en 1995.

## Carrera deportiva
En el Campeonato Europeo de Atletismo de 1950 ganó la medalla de oro en el salto de longitud, con un salto de 7.32 metros, superando al neerlandés Gerard Wessels (plata con 7.22 metros) y al checoslovaco Jaroslav Fikejz  (bronce con 7.20 metros.)
Participó en las olimpiadas en dos ocasiones, Helsinki 1952 y Londres 1948

## Marcas
Su mejor marca en el salto con pértiga fue 4.05 metros en Suiza en el año 1954
Su mejor marca en salto de longitud fue 7.32 metros en Bélgica en el año 1950 (oro europeo de ese año)